# Escoles públiques Ventura Gassol
Les Escoles públiques Ventura Gassol són un centre educatiu. L'edifici on estan sitaudes és una obra racionalista del Morell (Tarragonès) protegida com a Bé Cultural d'Interès Local.

## Descripció
Les escoles públiques de El Morell varen construir-se l'any 1936 i representen la típica arquitectura racionalista d'aquell moment. Estructuralment presenten les següents característiques: és un edifici de dues plantes on es produeix una alternança constant entre espais oberts i murs tancats amb maons a la vista o bé emblanquinats.
La planta baixa té dues portes d'accés i nou finestres col·locades en grups de tres. El segon pis presenta gairebé tota la superfície oberta per les finestres. L'edifici, acabat amb una baraneta de formes senzilles, és un clar exemple dels gustos de l'època que fugien de tot excés decorativista. Sembla que les escoles foren projectades i realitzades per l'arquitecte Pau Mongió.

## Història
L'escola s'inaugura l'any 1935 (Edifici de la Rambla). L'any 1975 es fa un edifici nou al Camí de Reus, mantenint el parvulari a la Rambla. La unificació en un sol edifici, al Camí de Reus, serà al 2002.